# 盛當時
盛當時（1537年—？），字明輔，號昆谷，更號淳菴，直隸松江府華亭縣人，民籍，明朝政治人物。

## 生平
嘉靖四十三年（1564年）甲子科應天府鄉試第十三名舉人。嘉靖四十四年（1565年）聯捷乙丑科會試第一百七十五名，三甲第一名進士。都察院观政，本年六月授大理寺左評事，四十五年十二月升右寺副，隆慶元年（1567年）十一月升兵部主事，本月调吏部，三年二月升湖广佥事，五年正月考察致仕。卒年六十四。

## 家族
曾祖盛松；祖父盛渭；父盛恜，母姚氏，封太安人。兄遇時、弟尧时（庠生）。